# Thoiry (Savoie)
Thoiry település Franciaországban, Savoie megyében. Lakosainak száma 454 fő (2022. január 1.). Thoiry Aillon-le-Jeune, Les Déserts, Puygros, Saint-Jean-d’Arvey és La Thuile községekkel határos.

## Népesség
A település népessége az elmúlt években az alábbi módon változott:
| Lakosok száma | 457  | 465  | 472  | 457  | 456  | 455  | 454  | 453  | 454  |
|               | 2013 | 2015 | 2016 | 2017 | 2018 | 2019 | 2020 | 2021 | 2022 |